# Gerald McBoing-Boing
Gerald McBoing-Boing è una serie di cortometraggi animati prodotti dalla United Productions of America (UPA) negli anni 2000. È tratto dai libri del Dr. Seuss, il quale scrisse la sceneggiatura del primo film usando quasi interamente effetti sonori polisillabici per completare i versi e fare le rime. Il film vinse anche l'Oscar nel 1950 come miglior cartone animato. Gerald McBoing-Boing era molto popolare: oltre che del film era protagonista di dischi, libri e di uno show televisivo settimanale andato in onda negli Stati Uniti tra il 1956 e il 1957.

## Caratteristiche
Gerald McBoing-Boing, è un avventuroso bambino di 6 anni con una caratteristica: non parla mai ma emette solo il suono "BOING BOING", onomatopea inglese che indica il suono di qualcosa che rimbalza (una palla o una molla).

## Personaggi
- Gerald McBoing-Boing: il protagonista del cartone al quale piace pronunciare il suono "BOING BOING" ed è capace di imitare qualsiasi suono egli voglia.
- Janine: è l'amica intellettualoide di Gerald.
- Jacob: è il migliore amico di Gerald.
- Burp: un cagnolino il cui nome significa "ruttino" e infatti l'unico suono che emette è un rutto. È sempre accompagnato dalla mamma di Gerald che ogni volta dice: "Lo scusino".

## Doppiaggio
| Personaggio     | Doppiatore originale | Doppiatore italiano       |
| --------------- | -------------------- | ------------------------- |
| Janine          | Sam Weinstein        | Stefania De Peppe         |
| Jacob           | Joanne Vannicola     | Davide Garbolino          |
| madre di Gerald | Linda Ballantyne     | Patrizia Scianca          |
| padre di Gerald | Patrick McKenna      | Alessandro Maria D'Errico |
| voce narrante   | Deanne DeGruijter    | Valeria Falcinelli        |

## Episodi
| nº | Titolo italiano                                    | Titolo inglese                                        | Prima TV USA     | Prima TV Italia |
| -- | -------------------------------------------------- | ----------------------------------------------------- | ---------------- | --------------- |
| 1  |                                                    | Cuckoos & Pirates                                     | 22 agosto 2005   | 7 gennaio 2009  |
| 1  | Parades, Honking & Mumbling Mummies                |                                                       | 22 agosto 2005   | 7 gennaio 2009  |
| 2  |                                                    | Monkeys, Wrestling & The World's Greatest Super Spy   |                  |                 |
| 2  | The Dentist, The Sheep & The Two Anniversary Gifts |                                                       |                  |                 |
| 3  |                                                    | Ghosts, Owls & An Evil Witch                          |                  |                 |
| 3  | Art, Glass & The Deep Dark Jungle                  |                                                       |                  |                 |
| 4  |                                                    | Carnivals, Phones & Sneezing Dragons                  |                  |                 |
| 4  | Cars, Bees & Magic Puppies                         |                                                       |                  |                 |
| 5  |                                                    | Good Deeds, Librarians & Aliens                       |                  |                 |
| 5  | Tornado, Chicken & Circus                          |                                                       |                  |                 |
| 6  |                                                    | Burp, Cry Baby Blues & The Return of Scritchy McBeard |                  |                 |
| 6  | Videos, Cats & Superheroes                         |                                                       |                  |                 |
| 7  |                                                    | Dog Tricks, Spare Change & The Lost Snowmen           |                  |                 |
| 7  | Mini-Golf, Checkers & Bad Manners                  |                                                       |                  |                 |
| 8  |                                                    | Swings, Cans & The Flying Ace                         |                  |                 |
| 8  | Photos, Radio & Knights                            |                                                       |                  |                 |
| 9  |                                                    | Hot Rod, Elevators & Genie Meanie                     |                  |                 |
| 9  | Cheese, Birds & Cave Kids                          |                                                       |                  |                 |
| 10 |                                                    | Hide-N-Seek, Escapes & The Beanstalk                  |                  |                 |
| 10 | Haircuts, Opera & The Albino Alligator             |                                                       |                  |                 |
| 11 |                                                    | Camping, Watchdogs & Janinerella                      |                  |                 |
| 11 | Hardware, Hair & Hairy Weather                     |                                                       |                  |                 |
| 12 |                                                    | Thin Ice, Squeaky Shoes & Leprechauns                 |                  |                 |
| 12 | Museum, Coyotes & A Race Around the World          |                                                       |                  |                 |
| 13 |                                                    | Hopscotch, Hugs & Hunchbacks                          |                  |                 |
| 13 | Lost Dogs, Horses & Monsters                       |                                                       |                  |                 |
| 14 |                                                    | Sleepover, Chalkboard & Trojan Cow                    | 28 novembre 2007 |                 |
| 14 | Popcorn, Shadows & 20,000 Boings Under the Sea     |                                                       | 28 novembre 2007 |                 |